# Provincia Pattani
Pattani (în thailandeză ปัตตานี) este o provincie (changwat) din Thailanda. Situată în regiunea de Sud, provincia Pattani are în componența sa 12 districte (amphoe), 115 de sub-districte (tambon) și 629 de sate (muban). 
Cu o populație de 643.136 de locuitori și o suprafață totală de 1.940,4 km2, Pattani este a 38-a provincie din Thailanda ca mărime după numărul populației și a 67-a după mărimea suprafeței.